# Augustin (film)
Pour les articles homonymes, voir Augustin.
Pour plus de détails, voir Fiche technique et Distribution.
Augustin est un film français d'Anne Fontaine sorti en 1994. Il fut sélectionné pour le Festival de Cannes en 1995 dans la section « Un certain regard ».

## Synopsis
Augustin, archiviste dans une compagnie d'assurance, rêve de devenir vedette de cinéma. Il passe une audition, et on lui propose un petit rôle de garçon d'étage dans un hôtel. Prenant cette proposition avec professionnalisme, il fait un stage dans un hôtel, puis fait un bout d’essai avec Thierry Lhermitte. Il participe aussi a des chorales et à des spot publicitaires.

## Fiche technique
- Titre : Augustin
- Réalisation : Anne Fontaine
- Scénario : Anne Fontaine
- Photographie : Jean-Marie Dreujou
- Montage : Sylvie Gadmer
- Production : Philippe Carcassonne, Brigitte Faure et Philippe Jacquier
- Société de production : Cinéa et Sépia Productions
- Société de distribution : Pan Européenne Distribution (France)
- Pays :  France
- Format : Couleur - Rapport de forme : 1,66:1 - son Mono
- Genre : comédie
- Durée : 61 minutes
- Dates de sortie : 
  - France : 14 juin 1995

## Distribution
- Jean-Chrétien Sibertin-Blanc :  Augustin
- Stéphanie Zhang  :  Caroline
- Guy Casabonne  :  Cyril Cachones
- Nora Habib  :  Shula
- Claude Pecher  :  M. Poirer
- James Lord  :  Le client américain de l'hôtel
- Jacqueline Vimpierre  :  Madame Balavoine
- Rahim Mazioud  :  Le Maître d'hotel
- René Boulet  : M. Linette
- Thierry Lhermitte  : lui-même